# Autòlic (cràter)

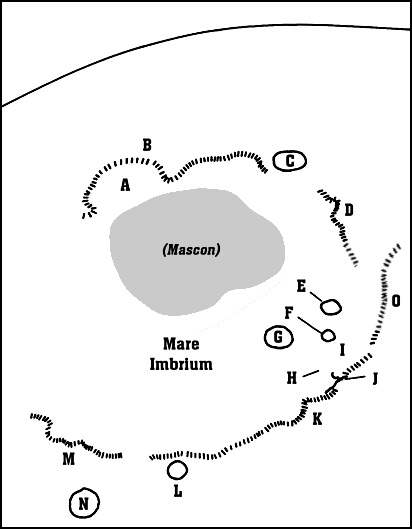
Mapa de detall dels elements de la Mare Imbrium. Autòlic apareix marcat amb la "F".

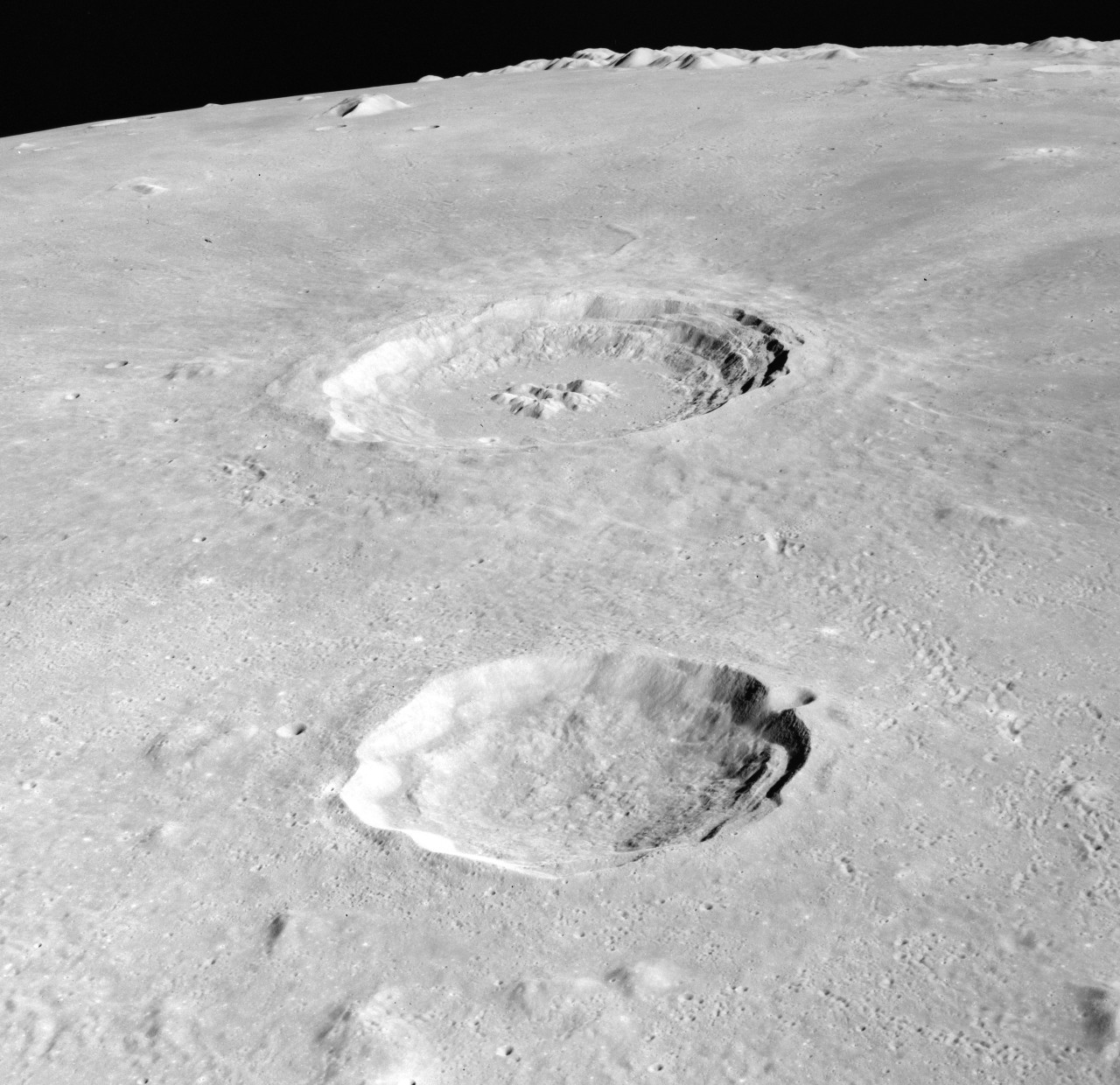
Fotografia de la missió Apol·lo 15

Autòlic és un cràter d'impacte lunar que es troba en la par sud-est de la Mare Imbrium. A l'oest de la formació es troba el cràter Arquimedes, una formació més del doble de la grandària d'Autòlic. Just al nord està Arístil·los, i les murades exteriors d'aquests dos cràters es superposen al tram intermedi de la mare.

La vora d'Autòlic és un poc irregular, encara que en general és circular. Té un petit terraplè extern i un interior irregular sense pic central. Posseeix un sistema de marques radial que s'estén a més de 400 quilòmetres. A causa d'aquests rajos, Autòlic està assignat com a part del Període Copernicà. Part dels seus rajos han estat inundats per la lava d'Arquimedes i, per tant, Autòlic és més antic que Arquimedes. Arístil·los (al nord), no obstant això, té rajos que cobreixen tant Autòlic com Arquimedes i, per tant, és el més jove dels tres cràters.

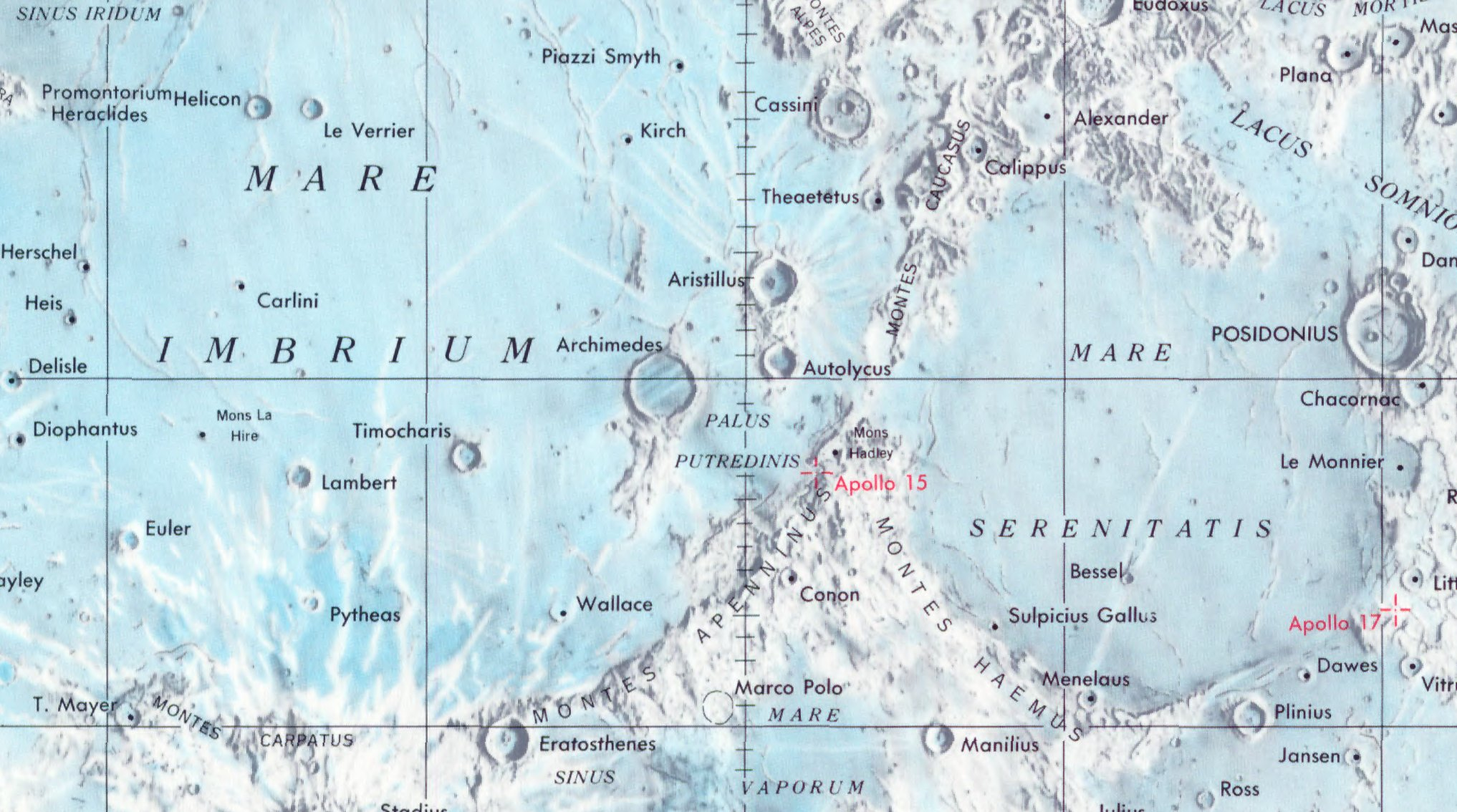
Localització d'Autòlic (centre de la imatge)

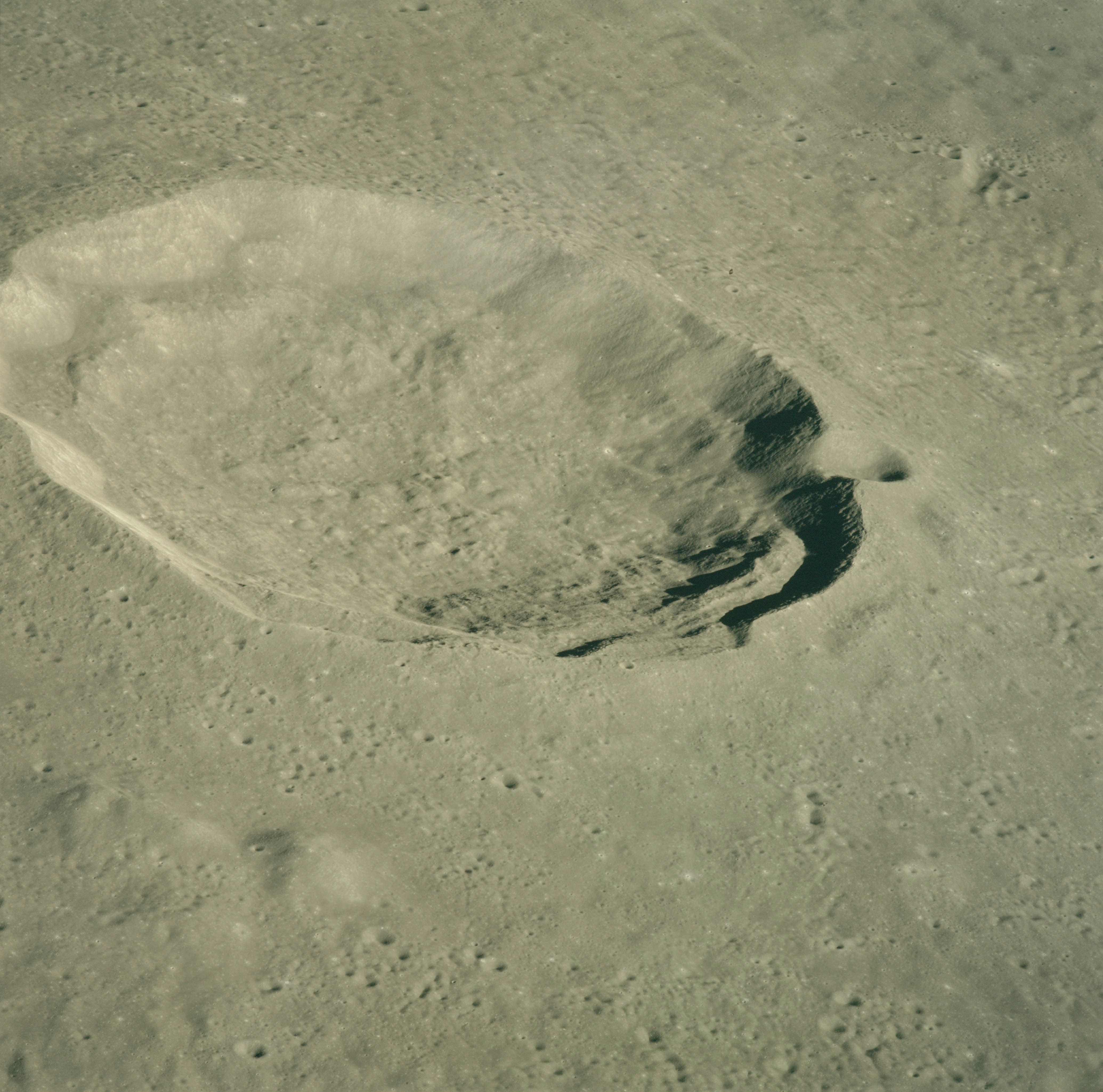
Fotografia de la missió Apol·lo 15

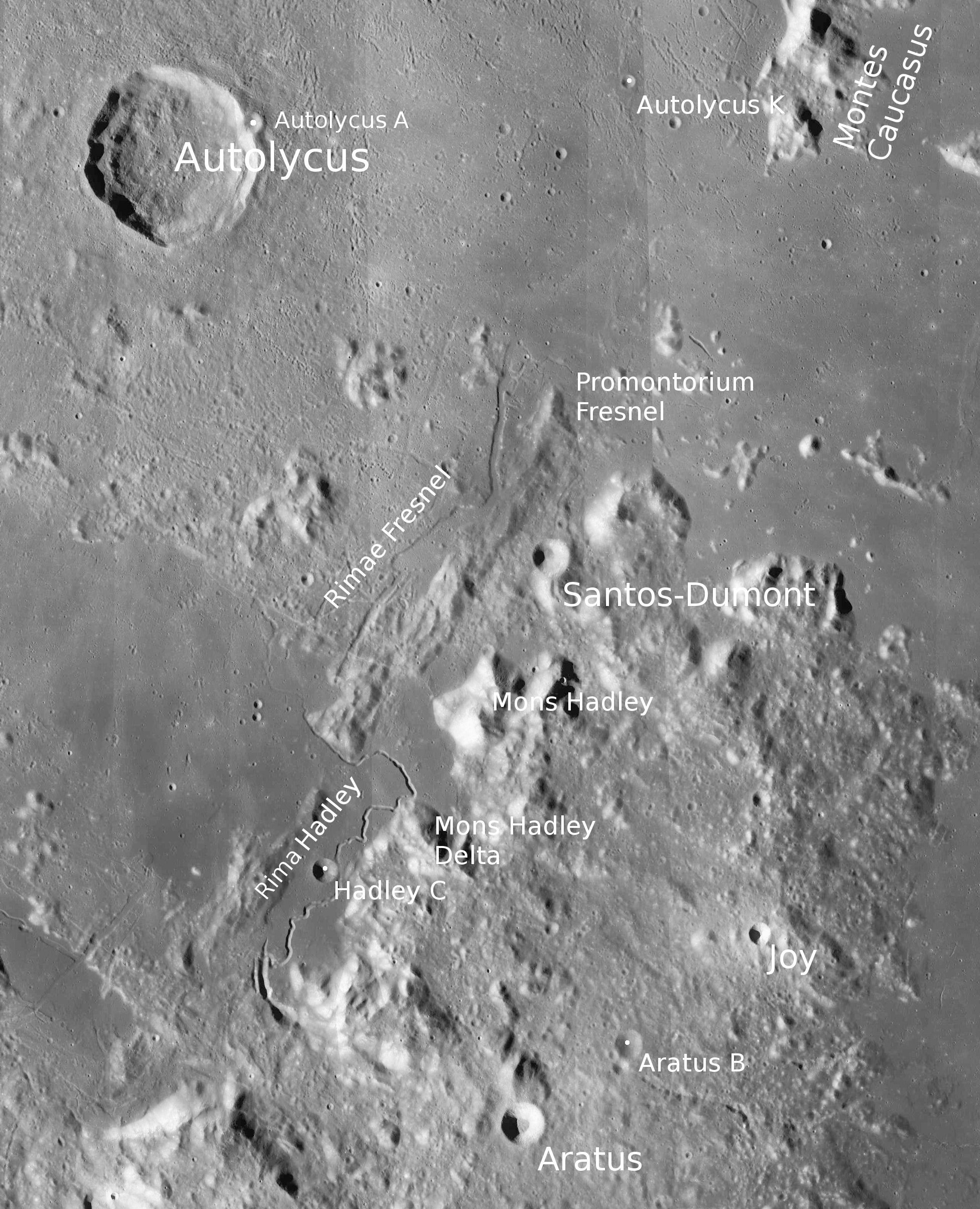
Fotografia de la missió LRO

La sonda Luna 2 va allunar just a l'oest-sud-oest de la vora del cràter, d'acord amb l'al·legació d'un astrònom hongarès que deia veure una explosió de pols.

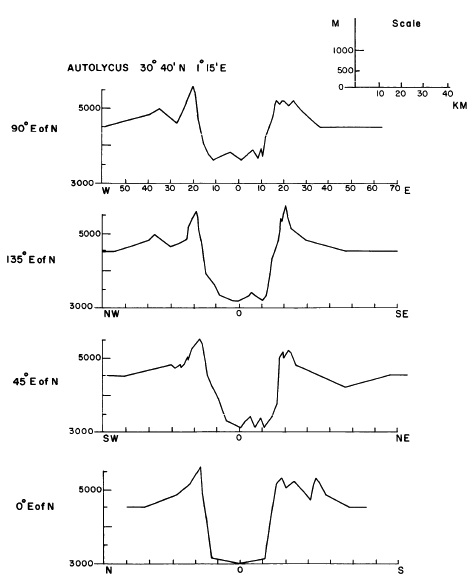
Perfils transversals d'Autòlic.

## Cràters satèl·lit
Per convenció aquests elements són identificats en els mapes lunars posant la lletra en el costat del punt mitjà del cràter que està més prop d'Autòlic.
|         |                                    | \| Autòlic \| Coordenades \| Diàmetre \| \| ------- \| ---------------------------------- \| -------- \| \| A \| 30° 54′ N, 2° 12′ E / 30.9°N,2.2°E \| 4 km \| \| K \| 31° 12′ N, 5° 24′ E / 31.2°N,5.4°E \| 3 km \| |
| Autòlic | Coordenades                        | Diàmetre |
| A       | 30° 54′ N, 2° 12′ E / 30.9°N,2.2°E | 4 km |
| K       | 31° 12′ N, 5° 24′ E / 31.2°N,5.4°E | 3 km |

### Altres referències
- (WGPSN), IAU Working Group for Planetary System Nomenclature. «Gazetteer of Planetary Nomenclature. 1:1 Million-Scale Maps of the Moon» (en anglès).  UAI / USGS, 13-02-2013. [Consulta: 6 abril 2016].
- Andersson, L. E.; Whitaker, E. A.,. NASA Catalogue of Lunar Nomenclature (en anglès).  NASA RP-1097, 1982.
- Blue, Jennifer. «Gazetteer of Planetary Nomenclature» (en anglès).  USGS, 25-07-2007. [Consulta: 2 gener 2012].
- Bussey, B.; Spudis, P.. The Clementine Atlas of the Moon (en anglès).  Nueva York: Cambridge University Press, 2004. ISBN 0-521-81528-2.
- Cocks, Elijah E.; Cocks, Josiah C.. Who's Who on the Moon: A Biographical Dictionary of Lunar Nomenclature (en anglès).  Tudor Publishers, 1995. ISBN 0-936389-27-3.
- McDowell, Jonathan. «Lunar Nomenclature» (en anglès).   Jonathan's Space Report, 15-07-2007. [Consulta: 2 gener 2012].
- Menzel, D. H.; Minnaert, M.; Levin, B.; Dollfus, A.; Bell, B. «Report on Lunar Nomenclature by The Working Group of Commission 17 of the IAU» (en anglès). Space Science Reviews, 12, 1971, pàg. 136.
- Moore, Patrick. On the Moon (en anglès).  Sterling Publishing Co, 2001. ISBN 0-304-35469-4.
- Price, Fred W. The Moon Observer's Handbook (en anglès).  Cambridge University Press, 1988. ISBN 0521335000.
- Rükl, Antonín. Atlas of the Moon (en anglès).  Kalmbach Books, 1990. ISBN 0-913135-17-8.
- Webb, Rev. T. W.. Celestial Objects for Common Telescopes, 6ª edición revisada (en anglès).  Dover, 1962. ISBN 0-486-20917-2.
- Whitaker, Ewen A. Mapping and Naming the Moon (en anglès).  Cambridge University Press, 2003. 978-0-521-54414-6.
- Wlasuk, Peter T. Observing the Moon (en anglès).  Springer, 2000. ISBN 1-85233-193-3.